# NGC 6872
NGC 6872 ili galaktika Kondor je prečkasta spiralna galaktika u zviježđu Paunu. Prostire se u širinu, od kraja do kraja svojih izduljenih krakova na 522.000 svjetlosnih godina i time je druga po veličini do danas otkrivena spiralna galaktika: NGC 262: 1,3 milijuna svj. godina, Kumova slama 100.000 - 120.000 svj. godina.
NGC 6872 je u međudjelovanju s malom lećastom galaktikom IC 4970 koju se može vidjeti iznad NGC 6872.
U studiji "od ultraljubičasto do infracrvenog" koju su sproveli Eufrasio i dr. (2013.), služeći se pritom GALEX-om, Spitzerom i inim resursima našli su da je međudjelovanje dviju galaktika izazvalo značajno formiranje zvijezda u sjeveroistočnom kraku NGC 6872 počevši oko 130 tisuća svj. g. (40 kpc) od njegove jezgre. Slično se događa i s jugozapadnim krakom. Pretpostavlja se da je od ovog sraza nastala plimna patuljasta galaktika, što sugerira sjajni ultraljubičasti izvor na kraju sjeveroistočnog kraka, čija boja daje da se radi o zvijezdama starima manje od 200 milijuna godina što se ugrubo podudara s vremenskim rasponom sraza. U računalnoj simulaciji koju su sproveli Horrelou i Koribalski (2007.), došli su do zaključka da je IC 4970 prišao NGC-u 6872 blizu ravnine njegova spiralnog diska što čini da je najbliži pristup bio prije oko 130 milijuna godina i rezultirao u izduljeni oblik potonje galaktike.
Machacek i dr. (2005.), izvijestili su o 290–330 tisuća svj. godina (90–100 kpc) traku X-zraka koji postoji između NGC 6872 i obližnje eliptične galaktike NGC 6876. NGC 6872 se odmiče od NGC 6876 pri brzini od 849 ± 28 km/s (528 ± 17 mi/s) u približno istoj putanji kao trak X-zraka, što nameće zaključak o svezi dviju galaktika. Četiri su mogućnosti koje su pružene kao razlog postojanja traka: plin se otkinuo s dviju galaktika tijekom mimoilaženja, međugalaktički medij koji je bio gravitacijski fokusiran iza NGC 6872 kako se ona kreće, međuzvjezdana tvar koja je skinuta s NGC 6872 tlakom zabijanja kako je prošao kroz najgušći dio skupine Pauna te međuzvjezdana tvar otkinuta s NGC 6872 turbulentnom viskoznošću kako prolazi kroz Pauna. Bilo koji ili svi od ovih procesa mogu biti odgovorni za taj trak. Ako su NGC 6872 i NGC 6876 bile međudjelovale u prošlosti, potonju su možda pogodili spiralni krakovi NGC-a 6872 i razdioba plina kao i njeno međudjelovanje s IC 4970.

## Vanjske poveznice
- (engl.) SEDS: NGC 6872
- (engl.) Hartmut Frommert: Revidirani Novi opći katalog
- (engl.) Izvangalaktička baza podataka NASA-e i IPAC-a
- (engl.) Astronomska baza podataka SIMBAD
- (engl.) VizieR
- (engl.) Auke Slotegraaf: NGC 6872 Deep Sky Observer's Companion
- (engl.) NGC 6872  Arhivirana inačica izvorne stranice od 29. prosinca 2015. (Wayback Machine) DSO-tražilica
- (engl.) Courtney Seligman: Objekti Novog općeg kataloga: NGC 6850 - 6899
- (engl.) Promatračnica X-zraka Chandra
- Opservatorij Capella